# Rastaman

El León de Judá, símbolo etíope.

El rastaman originalmente es un seguidor de movimiento rastafari de Jamaica u otros países de la Cuenca del Caribe. Los Rastaman, seguidores del Movimiento Rastafari, creen en Jah, que es el nombre abreviado de Dios/Yahveh. El rasta solo quiere fumar la hierba madre, el kenke.

## Características del Rastaman
Hoy en día, la gente piensa de manera muy errónea que se le llama rastaman a cualquier persona que use rastas y está comprobado que no todo rasta tiene rastas ni tiene porque escuchar música reggae. O puede ser un seguidor del verdadero ideal rastafari.

## Mercancía referente
En muchas tiendas de recuerdo y coleccionismo del mundo hay artículos con "símbolos rastaman" que no se destinan directamente al apoyo de la filosofía Rastafari. 
Un importante símbolo de los Rastaman es el cantante de reggae Bob Marley, un profundo devoto de las creencias rastafaris, quien cantó y grabó canciones como "Rastaman Chant" y "Rastaman Live Up".

## Vestimenta Rastaman
El Rastaman no tiene una vestimenta clara, ya que hay algunos Rastaman que utilizan ropa cara y son pulcros, como otros que utilizan cualquier tipo de ropa, y, en algunos casos, en bajas condiciones. No se les debe atribuir una vestimenta representante ya que no se trata de una tribu urbana. Es común el uso de un turbante en los hombres para proteger sus rastas o un gorro con los colores verde, amarillo y rojo (bandera de Etiopía, la tierra prometida).

## El libroKebra Nagast
Es el libro sagrado de la tradición Etíope, el libro de la 'Gloria de los Reyes'. El Kebra Nagast es la Biblia de los Rastafaris.
Además, basan su doctrina en otro libro etíope llamado el "Fetha Nagast". Es importante remarcar que el canon de la Biblia etíope cuenta con más libros que las versiones europeas, siendo entre estos de gran importancia el Libro de Enoc.
- Datos: Q4390559